# Chabahar (shahrestan)
Chabahar (persiska: شهرستان چابهار, Shahrestan-e Chabahar) är en delprovins (shahrestan) i sydöstra Iran. Den ligger vid Omanviken, i provinsen Sistan och Baluchistan. Antalet invånare var 283 204 vid folkräkningen 2016. Administrativ huvudort är hamnstaden Chabahar.